# Graham Greene (igralec)
Graham Greene, kanadski televizijski, gledališki in filmski igralec, *22. junij 1952, Rezervat šestih ljudstev, Ohsweken pri Brantfordu, Ontario, Kanada.

## Zgodnje in osebno življenje
Greene se je rodil v Rezervatu šestih ljudstev, v vasi Ohsweken pri Brantfordu, Ontario, Kanada kot sin Lillian in Johna Greena iz plemema Onejdov. Živel in odrasel je v Hamiltonu, Ontario. Z igralsko kariero je začel leta 1974 v gledališču v Torontu in Angliji. Poročen je s Hilary Blackmore, poročila pa sta se leta 1994.

## Kariera
S svojo filmsko kariero je začel leta 1979 v eni epizodi televizijske serije The Great Detective, nadaljeval pa jo je leta 1983 v filmu Running Brave.
Leta 1984 se je pojavil v televizijski seriji Spirit Bay, leta 1985 v filmu Revolution , leta 1988 pa v televizijski seriji 9B.
Leta 1989 je igral v filmih Powwow Highway in Where the Spirit Lives, leta 1990 v filmih Lost in the Barrens in Pleše z volkovi, leta 1992 pa v filmih Clearcut, Zadnji iz svojega plemena, Divje srce in Rain Without Thunder ter televizijski seriji Severna obzorja.
Leta 1993 je igral v filmih Medicine River, Huck and the King of Hearts, Spirit Rider, Cooperstown, The Broken Chain in Benefit of the Doubt ter televizijski seriji North of 60, leta 1994 v filmih The Adventures of Dudley the Dragon, Camilla, Savage Land, Maverick in North ter televizijskih serijah Umor je napisala, The Red Green Show in Lonesome Dove: The Series, leta 1995 pa v filmih Umri pokončno 3 in The Pathfinder.
Leta 1996 je igral v televizijski seriji The Outer Limits, leta 1997 v filmu The Education of Little Tree in leta 1999 v filmih Grey Owl in Zelena milja.
Leta 2000 je igral v filmu Big Wolf on Campus, leta 2001 v filmu Lost and Delirious, leta 2002 pa v filmih Snežni psi, Duct Tape Forever in Skins.
Leta 2003 je igral v filmih Shattered City: The Halifax Explosion in Zločin v rezervatu, leta 2004 v filmu A Thief of Time, leta 2005 pa v filmih Transamerika, Spirit Bear: The Simon Jackson Story, Pot na zahod in Christmas in the Clouds ter v televizijski seriji Številke.
Leta 2006 je igral v filmu A Lobster Tale, leta 2007 v filmih Luna: Spirit of the Whale, All Hat in Just Buried, leta 2009 letos pa je igral v filmu Mlada luna.

## Filmografija
| leto      | naslov                                                                             | vloga                  | opombe                         |
| --------- | ---------------------------------------------------------------------------------- | ---------------------- | ------------------------------ |
| 1979      | The Great Detective                                                                |                        | epizoda »The Black Curse«      |
| 1981      | Read All About It                                                                  | John Norton            | epizoda »Journey To Queenston« |
| 1983      | Running Brave                                                                      | Eddie Mills            |                                |
| 1985      | Revolution                                                                         | Ongwata                |                                |
| 1986      | Spirit Bay                                                                         | Pete »Baba« Green      | 1 epizoda                      |
| 1987      | Stotnik Power in vojaki prihodnosti (Captain Power and the Soldiers of the Future) | čerok                  | epizoda »Wardogs«              |
| 1987      | Street Legal                                                                       | Paulo                  | epizoda »Tango Bellarosa«      |
| 1986–1988 | Campbellovi (The Campbells)                                                        | irokeški poglavar      | 3 epizode                      |
| 1988      | 9B                                                                                 | Dan Jackson            | 5 epizod                       |
| 1989      | Powwow Highway                                                                     | Vietnam Vet            |                                |
| 1989      | Where the Spirit Lives                                                             | Komi's Father          |                                |
| 1990      | Lost in the Barrens                                                                | Mewasin                |                                |
| 1990      | Pleše z volkovi                                                                    | Kicking Bird           |                                |
| 1992      | Clearcut                                                                           | Arthur                 |                                |
| 1992      | Zadnji iz svojega plemena (The Last of His Tribe)                                  | Iši                    |                                |
| 1992      | Divje srce                                                                         | Walter Crow Horse      |                                |
| 1992      | Rain Without Thunder                                                               | Author on History      |                                |
| 1992      | Severna obzorja                                                                    | Leonard                | 5 epizod                       |
| 1993      | Medicine River                                                                     | Will                   |                                |
| 1993      | Huck and the King of Hearts                                                        | Jim                    |                                |
| 1993      | Spirit Rider                                                                       | Vern                   |                                |
| 1993      | Cooperstown                                                                        | Raymond Maracle        |                                |
| 1993      | North of 60                                                                        | Rico Nez               | epizoda »The Art of the Deal«  |
| 1993      | Benefit of the Doubt                                                               | Calhoun                |                                |
| 1993      | The Broken Chain                                                                   | Peace Maker            |                                |
| 1994      | The Adventures of Dudley the Dragon                                                | Mr. Crabby Tree        |                                |
| 1994      | Camilla                                                                            | Hunt Weller            |                                |
| 1994      | Lonesome Dove: The Series                                                          | Red Hawk               | 3 epizode                      |
| 1994      | Umor je napisala                                                                   | Peter Henderson        | 2 epizodi                      |
| 1994      | Savage Land                                                                        | Skyano                 |                                |
| 1994      | The Red Green Show                                                                 | Edgar K. B. Montrose   | 1994–2006                      |
| 1994      | Maverick                                                                           | Joseph                 |                                |
| 1994      | North                                                                              | Alaskan Dad            |                                |
| 1995      | Umri pokončno 3                                                                    | Joe Lambert            |                                |
| 1995      | The Pathfinder                                                                     | Chingachgook           |                                |
| 1996      | The Outer Limits                                                                   | Chief Weapons Officer  | epizoda »The Light Brigade«    |
| 1997      | The Education of Little Tree                                                       | Willow John            |                                |
| 1999      | Grey Owl                                                                           | Jim Bernard            |                                |
| 1999      | Zelena milja                                                                       | Arlen Bitterbuck       |                                |
| 2000      | Big Wolf on Campus                                                                 | Ferryman               |                                |
| 2001      | Lost and Delirious                                                                 | Joe Menzies            |                                |
| 2002      | Duct Tape Forever                                                                  | Edgar K. B. Montrose   |                                |
| 2002      | Sneženi psi                                                                        | Peter Yellowbear       |                                |
| 2002      | Skins                                                                              | Mogie Yellow Lodge     |                                |
| 2003      | Shattered City: The Halifax Explosion                                              | Elijah Cobb            |                                |
| 2003      | Zločin v rezervatu                                                                 | Slick Nakai            |                                |
| 2004      | A Thief of Time                                                                    | Slick Nakai            |                                |
| 2005      | Transamerika                                                                       | Calvin                 |                                |
| 2005      | Spirit Bear: The Simon Jackson Story                                               | Lloyd Blackburn        |                                |
| 2005      | Pot na zahod                                                                       | Conquering Bear        |                                |
| 2005      | Številke                                                                           | šerif James Clearwater |                                |
| 2005      | Christmas in the Clouds                                                            |                        |                                |
| 2006      | A Lobster Tale                                                                     | šerif                  |                                |
| 2007      | Luna: Spirit of the Whale                                                          | Bill Louis             |                                |
| 2007      | All Hat                                                                            | Jim Burns              |                                |
| 2007      | Just Buried                                                                        | Henry Sanipass         |                                |
| 2009      | Mlada luna                                                                         | Harry Clearwater       |                                |

## Nagrade in nominacije
| leto | nagrada       | kategorija                                                  | film/televizijska serija              | rezultat    |
| ---- | ------------- | ----------------------------------------------------------- | ------------------------------------- | ----------- |
| 1991 | oskar         | Best Supporting Actor                                       | Pleše z volkovi                       | nominiran/a |
| 1994 | Gemini Awards | Best Performance in a Children's or Youth Program or Series | »The Adventures of Dudley the Dragon« | Osvojil/a   |
| 1994 | Gemini Awards | Best Performance in a Children's or Youth Program or Series | »North of 60«                         | nominiran/a |